# Almersberg (Pfalz)
Der Almersberg ist ein 564,1 m ü. NHN hoher Berg nordwestlich von Annweiler am Trifels im mittleren Pfälzerwald.

## Geographische Lage
Der Almersberg liegt nördlich der Gemeinde Rinnthal und westlich von Eußerthal auf der Gemarkung einer Exklave der Stadt Annweiler am Trifels im rheinland-pfälzischen Landkreis Südliche Weinstraße. Entlang seiner Nordflanke verläuft der Kleine Fischbach.

## Anbindung
Über den Almersberg führen der Höcherbergweg, der Fernwanderweg Staudernheim–Soultz-sous-Forêts und ein Wanderweg, der mit einem roten Punkt markiert ist. Letzterer führt um das gesamte Plateau herum und kreuzt sich selbst. In südlicher Richtung führt er nach Rinnthal und in die östliche nach Ramberg. Einen Kilometer westlich vom Almersberg verläuft zudem die Bundesstraße 48.

## Einzelnachweise

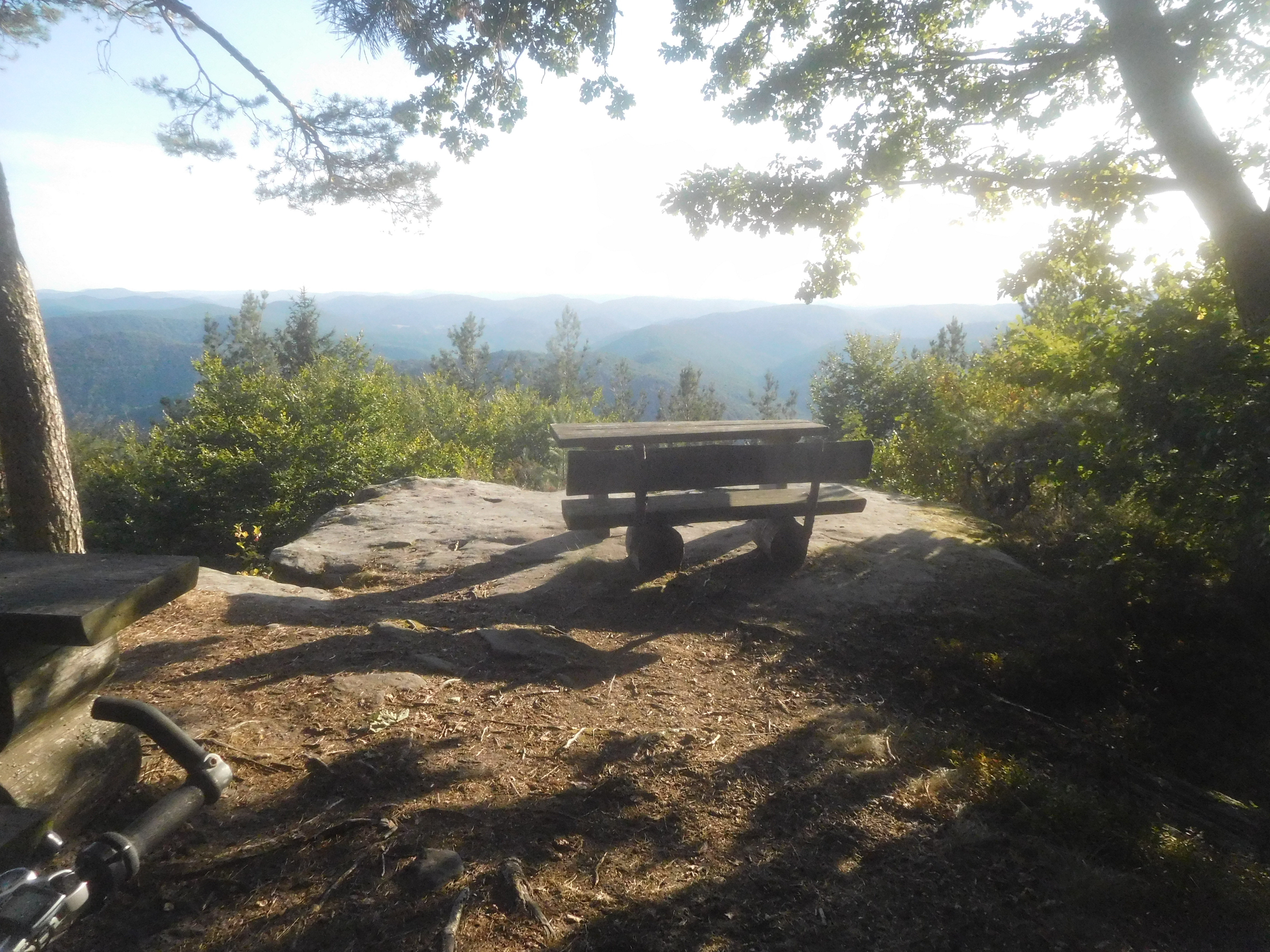
Ausblick am Almersberg im Pfälzerwald